# Borki Prusinowskie
Borki Prusinowskie est une localité polonaise de la gmina de Szadek, située dans le powiat de Zduńska Wola en voïvodie de Łódź.